# Catocala fletcheri
Catocala fletcheri är en fjärilsart som beskrevs av William Beutenmüller 1903. Catocala fletcheri ingår i släktet Catocala och familjen nattflyn. Inga underarter finns listade i Catalogue of Life.